# Dymola
Dymola è una implementazione commerciale di Modelica, progettata dalla società svedese Dynasim AB (acquisita da Dassault Systèmes). Dassault Systèmes ha integrato Dymola nel suo prodotto CATIA.
L'ultima versione di Dymola (2023x Refresh 1) supporta la versione 3.6 del linguaggio Modelica.

## Storia
La prima versione di Dymola fu progettata nel 1978 da Hilding Elmqvist, studente alla Lund University, per la sua tesi di dottorato. In quegli anni, Modelica era solo il linguaggio su era stato costruito l'ambiente di modellazione Dymola,
ma non aveva costrutti specifici. Il compilatore di Dymola è stato inizialmente sviluppato in Simula 68, ma successivamente è stato riscritto nel linguaggio C nel 1993.
Nel 1991, Hilding Elmqvist ha creato Dynasim AB per continuare lo sviluppo di Dymola. Nel 1992, la German Aerospace Center (DLR) ha iniziato a finanziare gli sviluppi di Dymola.
Nel 1996, il linguaggio che era alla base di Dymola, fu separato dall'ambiente di modellazione Dymola, chiamato Modelica, e reso open source. Nel 1997, venne creato un comitato per la redazione di specifiche standard per Modelica. La prima versione dello standard venne distribuita nel 1997.